# Dr. Nassaulaan 20 (Assen)
Het pand aan de Dr. Nassaulaan 20 in Assen is een monumentaal herenhuis.

## Achtergrond
Het huis aan de Dr. Nassaulaan werd in 1915 gebouwd in opdracht van Mr. A.R. Dorhout Mees (1864-1917), hij was rechter in Winschoten en werd in 1914 griffier bij de rechtbank in Assen. Zijn naam staat op een gevelsteen die rechts van de entree is aangebracht. Architect G. Knuttel jr. ontwierp de villa in de Um 1800-stijl.
Na de Tweede Wereldoorlog werd het huis tot 1989 gebruikt als ambtswoning van de commissaris der koningin in Drenthe. Reint Hendrik baron de Vos van Steenwijk was in 1945 de eerste van de vijf commissarissen die er woonde, Ad Oele de laatste.

## Beschrijving
Het huis is opgetrokken in schone waalsteen en heeft een verdieping onder een met Hollandse pannen gedekt, afgeknot en concaaf gewelfd schilddak. Op de vier nokhoeken zijn schoorsteenschachten met helmdakjes aangebracht.
De voorgevel heeft een symmetrische opbouw en is vier traveeën breed. Aan de linkerhoek hangt een gevellantaarn. De twee traveeën brede middenpartij gaat hogerop en wordt beëindigd door een segmentboog met uitgemetselde lijst en smalle schouder boven kraagstenen. Onder de boog in een liggend ovaal een oeil de boeuf. Voor de middenpartij bevindt zich een gebogen terras onder een portico met zuilen, die een entablement met kroonlijst en een balkon ondersteunen. Het balkon heeft een balustrade van gedraaide balusters tussen vaasdragende, hoekbalusters met casementen.
De villa kijkt aan de voorzijde uit over de tegenovergelegen hertenkamp. De eenvoudige erfscheiding aan straatzijde bestaat uit van ijzeren hekken tussen ronde hekpijlers met een bolbekroning. Het huis valt binnen het beschermd stadsgezicht van Assen.